# 周懋勳
周懋勳，福建連江通济铺人，清朝政治人物、同進士出身。
康熙三十九年（1700年）庚辰科進士，擔任吏部主事。